# Frank Harrison
Frank Harrison (Gateshead, 12 novembre 1931 – York, 3 novembre 1981) è stato un calciatore inglese, di ruolo difensore.

## Biografia
La sua famiglia era originaria di Gateshead (città in cui lo stesso Frank è nato) ma si trasferì a Kingston upon Hull a metà degli anni '30.

## Caratteristiche tecniche
Era un difensore centrale. Oltre ad una notevole abilità negli interventi in tackle era noto per il fatto che cercava spesso di ricevere palla per impostare l'azione offensiva della sua squadra, una caratteristica che all'epoca era considerata inconsueta per un difensore centrale ma che riusciva a svolgere grazie alla sua buona tecnica individuale.

## Carriera

### Club
Dopo aver giocato nelle giovanili dei dilettanti dell'Ainthorpe Grove Y.C. e per un triennio in quelle dell'Hull City, esordisce tra i professionisti nel 1952, all'età di 21 anni, nella seconda divisione inglese; rimane alle Tigers per otto stagioni consecutive, cinque delle quali (dal 1952 al 1956 e nella stagione 1959-1960) in seconda divisione e tre delle quali (dal 1956 al 1959) in terza divisione, per un totale di 199 presenze in incontri di campionato (che restano peraltro anche le sue uniche in carriera nei campionati della Football League); più precisamente, giocò 72 partite in seconda divisione e 127 partite in terza divisione (e considerando anche le coppe nazionali disputò un totale di 214 incontri ufficiali con l'Hull City). In particolare, guadagnò un posto da titolare a partire dal settembre del 1953, giocando 63 partite su 66 (tutte in seconda divisione) nel periodo compreso tra il settembre del 1953 ed il dicembre del 1954, quando si ruppe una gamba (con una frattura in due diversi punti) in uno scontro di gioco in una partita contro il Leeds Utd: dopo una lunghissima assenza (15 mesi) riuscì comunque a tornare a giocare con regolarità (nella stagione 1956-1957 giocò infatti 43 delle 46 partite di campionato in programma), salvo poi saltare nuovamente per un infortunio i primi tre mesi della stagione 1957-1958 (tra l'ottobre del 1957 ed il dicembre del 1959 giocò comunque 84 partite su 88 tra tutte quelle disputate dal club).
Nel 1960 si trasferisce ai semiprofessionisti del Margate, militanti in Southern Football League (che insieme alla Isthmian Football League era all'epoca una delle due principali leghe calcistiche inglesi al di fuori della Football League); la sua permanenza nel club durò comunque una sola stagione, costellata da numerosi infortuni, e con sole 7 partite giocate. Successivamente nella stagione 1962-1963 allenò i semiprofessionisti del Bridlington Trinity, per poi nella stagione 1963-1964 giocare infine con i gallesi del Borough United, con i quali partecipa alla Coppa delle Coppe 1963-1964: in particolare, disputa tutte e 4 le partite a cui il club prende parte nella competizione, ovvero la vittoriosa doppia sfida con i maltesi dello Sliema Wanderers nel primo turno e la sconfitta (con un risultato aggregato di 4-0) contro i cecoslovacchi dello Slovan Bratislava negli ottavi di finale.

### Nazionale
Nel maggio del 1949, subito dopo essere stato tesserato dall'Hull City, Harrison giocò due partite nelle nazionali giovanili inglesi, rispettivamente contro l'Austria (in un torneo giocato in Austria) e poi in casa contro l'Irlanda.

## Statistiche

### Presenze e reti nei club
| Stagione         | Squadra          | Campionato       | Campionato | Campionato | Coppe nazionali | Coppe nazionali | Coppe nazionali | Coppe continentali | Coppe continentali | Coppe continentali | Altre coppe | Altre coppe | Altre coppe | Totale | Totale |
| Stagione         | Squadra          | Comp             | Pres       | Reti       | Comp            | Pres            | Reti            | Comp               | Pres               | Reti               | Comp        | Pres        | Reti        | Pres   | Reti   |
| ---------------- | ---------------- | ---------------- | ---------- | ---------- | --------------- | --------------- | --------------- | ------------------ | ------------------ | ------------------ | ----------- | ----------- | ----------- | ------ | ------ |
| 1952-1953        | Hull City        | SD               | 7          | 0          | FA Cup          | 1               | 0               | -                  | -                  | -                  | -           | -           | -           | 8      | 0      |
| 1953-1954        | Hull City        | SD               | 36         | 0          | FA Cup          | 7               | 0               | -                  | -                  | -                  | -           | -           | -           | 43     | 0      |
| 1954-1955        | Hull City        | SD               | 20         | 0          | FA Cup          | 0               | 0               | -                  | -                  | -                  | -           | -           | -           | 20     | 0      |
| 1955-1956        | Hull City        | SD               | 9          | 0          | FA Cup          | 0               | 0               | -                  | -                  | -                  | -           | -           | -           | 9      | 0      |
| 1956-1957        | Hull City        | TD               | 43         | 0          | FA Cup          | 3               | 0               | -                  | -                  | -                  | -           | -           | -           | 46     | 0      |
| 1957-1958        | Hull City        | TD               | 25         | 0          | FA Cup          | 3               | 0               | -                  | -                  | -                  | -           | -           | -           | 28     | 0      |
| 1958-1959        | Hull City        | TD               | 44         | 0          | FA Cup          | 1               | 0               | -                  | -                  | -                  | -           | -           | -           | 45     | 0      |
| 1959-1960        | Hull City        | SD               | 15         | 0          | FA Cup          | 0               | 0               | -                  | -                  | -                  | -           | -           | -           | 15     | 0      |
| Totale Hull City | Totale Hull City | Totale Hull City | 199        | 0          |                 | 15              | 0               |                    | -                  | -                  |             | -           | -           | 214    | 0      |
| 1960-1961        | Margate          | SFL              | 7          | 0          | FA Cup          | 0               | 0               | -                  | -                  | -                  | -           | -           | -           | 7      | 0      |
| Totale carriera  | Totale carriera  | Totale carriera  | 206        | 0          |                 | 15              | 0               |                    | -                  | -                  |             | -           | -           | 220    | 0      |

## Palmarès

### Club

#### Competizioni regionali
- North Wales Coast Challenge Cup: 1

Borough United: 1963-1964